# Прозрачност
Прозрачност в оптиката е свойство на веществото да пропуска насочена светлина без значително разсейване. Пропускането на светлина от материалите е тясно свързано със свойствата отражение, поглъщане и разсейване. В макроскопичен мащаб (такъв, при който размерите са много по-големи от дължината на вълната на светлината), е в сила законът на Снелиус за пречупване на светлинните лъчи. Прозрачният материал е съставен от компоненти с еднакъв показател на пречупване. и за човешкото око изглежда с ясен цвят. Прозрачните предмети могат да хвърлят сянка.
От друга страна, свойството полупрозрачност (на английски: translucency) позволява на светлината да премине, но не е задължително (отново в макроскопичен мащаб) да е в сила Законът на Снелиус: например нееднородна среда като лист хартия не е прозрачна, но пропуска известна светлина. С други думи, полупрозрачният материал се състои от компоненти с различни показатели на пречупване.
Прозрачността зависи от дължината на вълната; затова се говори за прозрачност в определен спектрален диапазон. Когато не се посочва средата, обичайно се подразбира прозрачност за светлината от видимия спектър. Някои материали, като плоското стъкло и чистата вода, пропускат повечето светлина, попаднала върху тях и отразяват незначителна част; такива материали се наричат оптически прозрачни. Много течности и водни разтвори са прозрачни.
Обратното свойство на прозрачността е непрозрачността. Много от непрозрачните материали имат такъв химичен състав, който включва центрове на абсорбция на електромагнитните вълни. Понякога тези центрове поглъщат селективно слънчевата светлина, т.е. поглъщат светлината с дадена дължина на вълната и отразяват другите дължини на вълните - така се получава усещането за цвят.
Прозрачността може да служи за камуфлаж при някои живи организми, например медузите са прозрачни.
- Сравнения на панел, зад който се намира звезда:
1. непрозрачност
2. полупрозрачност
3. прозрачност
- Много животни в открито море, като тази медуза Aurelia labiata, са до голяма степен прозрачни